# Roseau River 2
Roseau River 2 är ett reservat i Kanada.   Det ligger i provinsen Manitoba, i den sydöstra delen av landet, 1 700 km väster om huvudstaden Ottawa.
Trakten runt Roseau River 2 består till största delen av jordbruksmark. Runt Roseau River 2 är det glesbefolkat, med 9 invånare per kvadratkilometer.